# Robert Wagner (politiker)
|  | For andre personer med dette navn, se Robert Wagner |
Robert Heinrich Wagner (13. oktober 1895 i Lindach (en del af nuværende Eberbach) - 14. august 1946 på Fort Ney nær Belfort) var en tysk nazistisk politiker. Wagner var fra 1925 Gauleiter (fra 1933 endda Reichsstatthalter) i Baden. Fra 1940 til 1945 var han chef for civilforvaltningen i det af Nazityskland besatte Elsass (fransk Alsace).
Wagner lærte Adolf Hitler at kende i 1923 og deltog i dennes ølkælderkup i München i november samme år.
Efter 2. verdenskrig blev Wagner stillet for en fransk militærdomstol og dømt til døden for krigsforbrydelser og forbrydelser mod menneskeheden. Han blev henrettet ved arkebusering.

### Webkilder
- "Basis: Parlamentsalmanache/Reichstagshandbücher 1867 – 1938, Wagner, Robert". Datenbank der deutschen Parlamentsabgeordneten (tysk). Arkiveret fra originalen 2011-10-16. Hentet 29. marts 2011.

### Trykte kilder
- Browning, Christopher R.; Matthäus, Jürgen (2004). The Origins of the Final Solution: The Evolution of Nazi Jewish Policy, September 1939 - March 1942 (engelsk). London: Heinemann. ISBN 0-434-01227-0.
- Grill, Johnpeter Horst (1983). The Nazi Movement in Baden, 1920-1945 (engelsk). Chapel Hill, North Carolina: University of North Carolina Press. ISBN 0-8078-1472-5.
- Grubel, Fred; Divack, Alan S. (1990). Catalog of the Archival Collections. Schriftenreihe wissenschaftlicher Abhandlungen des Leo Baeck Instituts (engelsk). Tübingen: Mohr. ISBN 3-16-145597-5. ISSN 0459-097X. {{cite book}}: |access-date= kræver at |url= også er angivet (hjælp)Libris 4674603
- Hilberg, Raul (1985). The Destruction of the European Jews (engelsk). New York: Holmes & Meier. ISBN 0-8419-0832-X.
- Hug, Wolfgang (1992). Geschichte Badens (tysk). Stuttgart: Theiss. ISBN 3-8062-1022-5.
- Kershaw, Ian (2008). Hitler: en biografi. Stockholm: Bonniers. ISBN 978-91-0-011805-1.
- Kettenacker, Lothar (1973). Nationalsozialistische Volkstumspolitik im Elsass. Studien zur Zeitgeschichte (tysk). Stuttgart: Deutsche Verlags-Anstalt. ISBN 3-421-01621-6. ISSN 0562-3456.
- Klee, Ernst (2007). Das Personenlexikon zum Dritten Reich (tysk) (2 udgave). Frankfurt am Main: Fischer Taschenbuch Verlag. ISBN 978-3-596-16048-8.
- Pawley, Margaret (2007). The Watch on the Rhine: the Military Occupation of the Rhineland, 1918–1930 (engelsk). London: I.B.Tauris. ISBN 1-84511-457-4. {{cite book}}: |access-date= kræver at |url= også er angivet (hjælp)
- Steinbach, Peter (2010). "Das Leiden – zu schwer und zu viel. Zur Bedeutung der Massendeportation südwestdeutscher Juden". Tribüne – Zeitschrift zum Verständnis des Judentums (tysk). Köln-Mülheim: Tribüne Verlag. 49 (195): 109–120. ISSN 0041-2716. {{cite journal}}: |access-date= kræver at |url= også er angivet (hjælp)